# Realme
Realme（リアルミー、realmeとも表記、中: 真我）は、中国深圳市に本社を置く家電メーカー。

## 沿革
Realmeは、2010年に「OPPO Real」という名前で中国で設立した。 2018年5月4日にRealmeとして設立されるまで、OPPOのサブブランドという名目であった。
2018年5月、最初のスマートフォンであるRealme 1をリリースした。
2018年7月30日、元OPPO副社長兼OPPO海外部門の責任者であるスカイリーはOPPOを辞任し、Realmeを微博の独立ブランドとして確立すると発表した。同社のスローガン「Dare to Leap」で、意味は「臆することなく飛び越える」。Realmeブランドは将来、スマートフォンに確かなパフォーマンスとスタイリッシュなデザインを追求し、若者に手頃な価格で「優れたテクノロジー」と「美しいデザイン」で楽しい生活を提供することに焦点を当てると表明した。
2018年11月15日、Realmeは新しいロゴに刷新した。
2018年11月22日、Realmeはインド市場で最も巨大な新興ブランドとなった。この時点で、インドでのRealmeデバイスの売上高は、親会社の売上高を大幅に超えた。Realmeは、Xiaomi、サムスン電子、Vivoに次ぐ、2019年以来インドで4番目に大きなスマートフォンブランドとなっている。Realmeは、インド初の64MP（6400万画素）スマートフォン、インドで最も充電の速いスマートフォン、インド初の5Gスマートフォンなど、インドで多くの記録を獲得した。
2019年5月15日、Realmeは北京で最初の会議を開催し、中国国内市場に正式に参入し、realme X、realme X Lite、realme X MasterEditionを発表した。
2019年6月、Realmeはヨーロッパ市場への参入を正式に発表した。
2019年6月26日、Realmeは、64MP（6400万画素）カメラで撮影した最初の写真を公開した。
2019年7月までに、Realmeは中国、南アジア、東南アジア、ヨーロッパを含む20の市場に参入することに成功した。
2019年の第2四半期において、Realmeは全世界で470万台の出荷を記録した。これは、世界市場レベルで、前年比848％の増加である。
2019年8月までに、Realmeは世界中で1,000万人のユーザーを突破した。
2019年8月、Realmeは、中国とインドで4台の64MPカメラを搭載したプロトタイプデバイスを展示した。
2021年4月8日、Realmeは日本市場への参入を発表。日本市場における製品展開の第一弾として「ワイヤレスイヤホン」、「スマートウォッチ」、「モバイルバッテリー」の製品を展開する。

## 製品

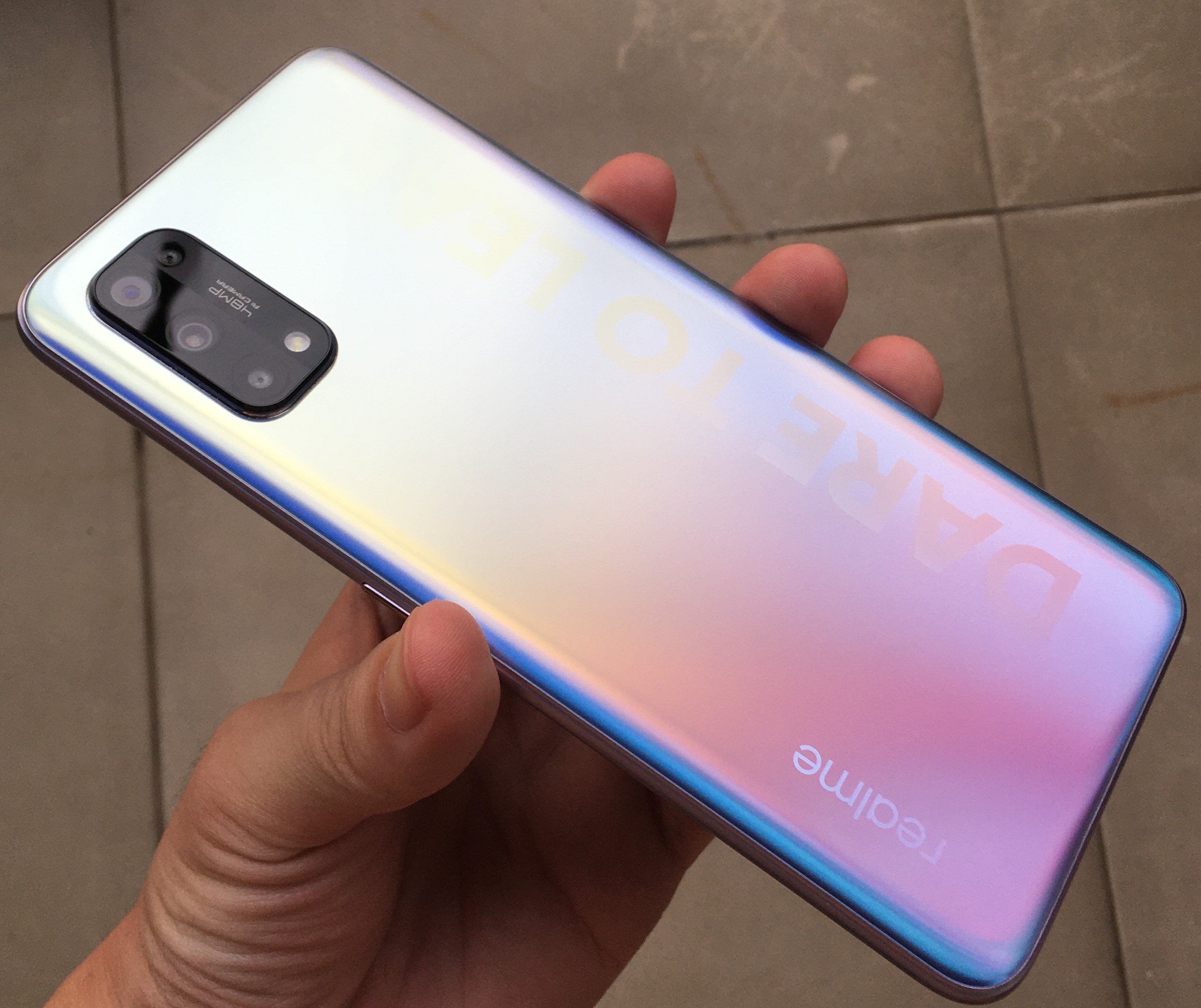
Realme Q2 Pro

realmeでは、ブランドのビジュアルデザインにエディー・オパラを、プロダクトデザインディレクターとして深澤 直人を起用。また、realmeデザインスタジオでは、エルメスのデザインにも関わった経験を持つジョゼ・レヴィをアートディレクターに迎え入れている。
また、realme GT Master editionでは上記のデザイナー深澤直人によるスーツケースがモチーフのデザインを施すなど、realmeではデザインにこだわりがあると言える。

RAMとストレージについては、いずれも最上位構成のものを記載している。

### GTシリーズ
ゲーミング性能に重きを置いた、Realmeの主力シリーズ。

### 数字シリーズ
- Realme 1

Helio P60・RAM 6GB・ストレージ 128GB
Realmeの初スマホ。この時はサブブランドの位置づけであったため、OPPOの名を冠していた。
- Realme C1

450 2 16
- Realme U1

P70 4 64
- Realme 2

450 4 64
- Realme 2 Pro

660 8 128
- Realme C2

P22 3 32
- Realme 3

P70 4 64
- Realme 3 Pro

710 6 128
- 3i

P60 4 64
- 4は忌み数のため欠番。
- 5

665 4 128
- 5 Pro / Q

712 8 128
- 5s

665 4 128
- 6

H90T 4 64
この頃から企業の「Realme」としての販売がスタートする。

### Xシリーズ
- Realme X

710 8 128
- Realme X Lite

710 6 128
- XT

712 8 128
- XT 730G

730g 4 128
- X2

730g 6 64
- X2 Pro

855+ 10 256
- X50

765G 12 256